# Радева, Таня
Таня Радева (словац. Táňa Radeva, 27 августа 1957, Михаловце, Кошицкий край — 31 января 2025) — словацкая актриса.

## Биография
Таня Радева родилась 27 августа 1957 года в Михаловце. Она изучала театральное мастерство в Высшей школе исполнительских искусств в Братиславе. Как театральная актриса работала в театре Йонаша Заборского в Прешове (1980–1984), Кошицком государственном театре (1984–1995) и Театре Андрея Багара (1995–1997). После завершения активной актёрской карьеры она начала преподавать актёрское мастерство в консерватории в Кошице.
Как актриса телевидения Радева дебютировала в сказке «Тлстибаб» (1977). В последние годы своей карьеры она появлялась в ряде продолжительных дневных телесериалов (Ordinácia v ružovej záhrade, Búrlivé víno, Город теней). Она была одной из самых талантливых словацких актрис дубляжа. Кроме того, она иногда снималась в таких фильмах, как «Кровавая графиня — Батори» (2008), «Любовь» (2011), «Дубчек» (2018) и «Острым ножом» (2019).

## Личная жизнь
В 1981 году Радева вышла замуж за болгарского художника Мирослава Радева. У них было двое детей.
В 2004 году у Радевой диагностировали рак яичников. Её лечение прошло успешно, и она полностью выздоровела.
В 2018 году она внезапно отошла от общественной жизни.

## Смерть
Радева умерла 31 января 2025 года, в возрасте 67 лет.